# Henriette Roland Holstprijs
De Henriette Roland Holstprijs voor geëngageerde literatuur is een Nederlandse literaire prijs die wordt toegekend door de Maatschappij der Nederlandse Letterkunde voor een werk dat "uitmunt door sociale bewogenheid en literair niveau", in de geest van de dichteres Henriette Roland Holst-van der Schalk. De prijs werd ingesteld in 1957 door uitgeverij De Arbeiderspers. Aanvankelijk werd in principe elk jaar een prijs uitgereikt, vanaf 1980 tweejaarlijks en sinds 1984 driejaarlijks. De prijs bestaat uit een oorkonde en een bedrag van 2500 euro.

## Laureaten

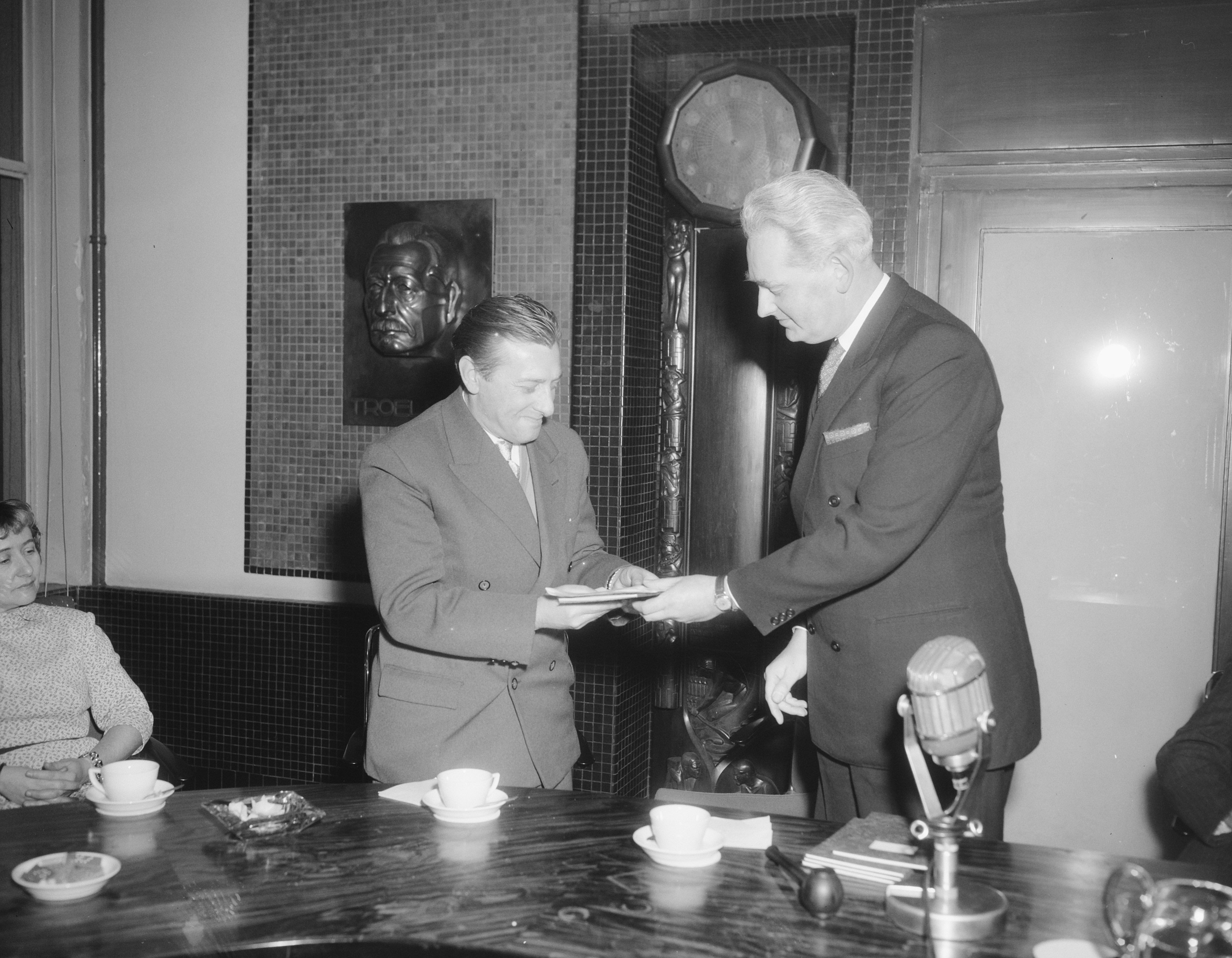
Garmt Stuiveling reikt de eerste Henriette Roland Holst-prijs uit aan Louis Paul Boon

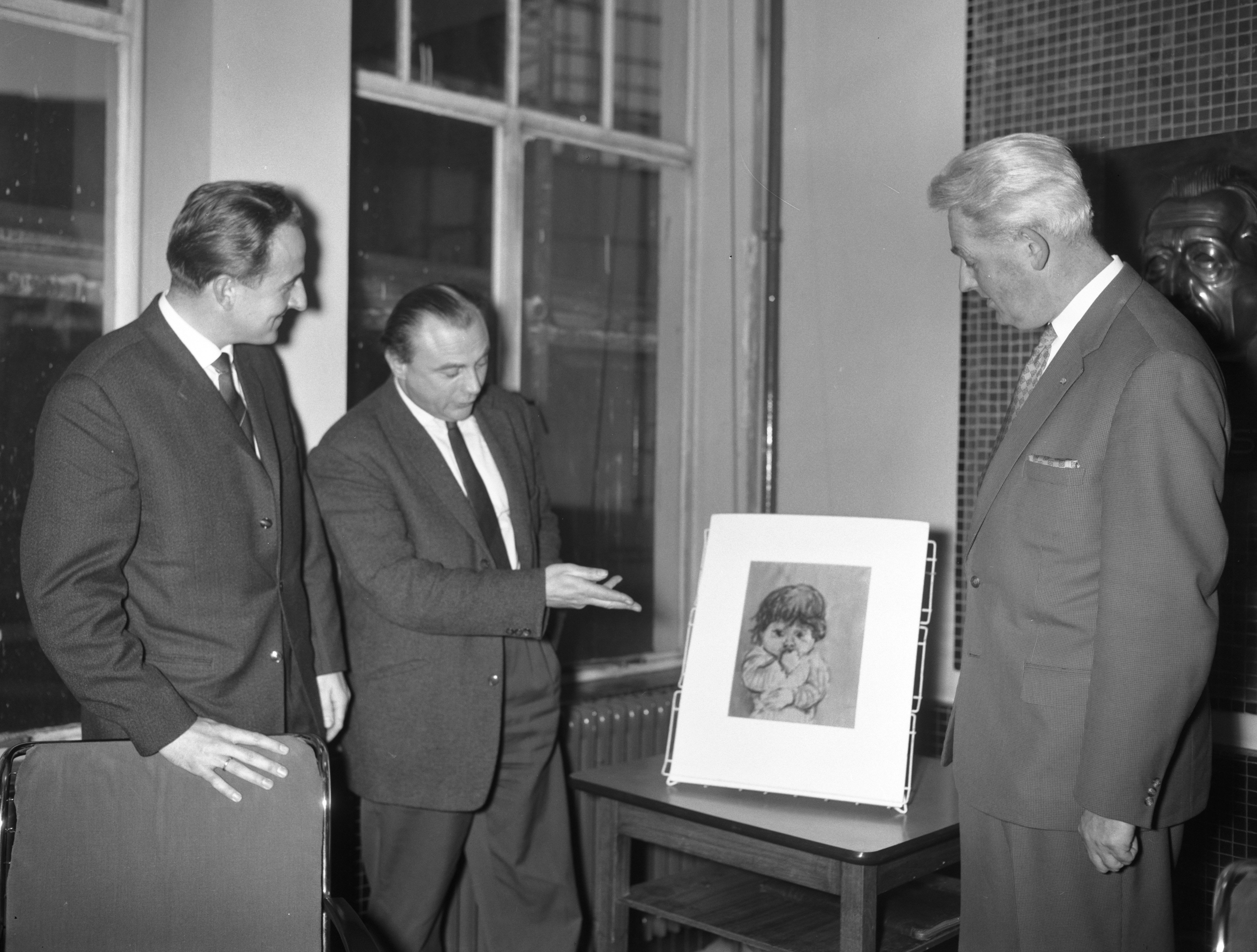
Jos Stam (links) en Bert Schierbeek bij de uitreiking van de prijzen van 1960 en 1961. Rechts Garmt Stuiveling

- 1957: Louis Paul Boon, voor De kleine Eva uit de kromme Bijlstraat
- 1958: Frits de Jong Edz., voor Om de plaats van de arbeid
- 1959: Ernst Verbeek, voor Arthur Rimbaud
- 1960: Bert Schierbeek, voor Het kind der tienduizenden
- 1961: Jos Stam, voor grafiek
- 1962: Maurits Mok, voor zijn gehele oeuvre, met name Gedenk de mens
- 1963: Fokke Sierksma, voor Testbeeld
- 1964: H.C. Rümke, voor Over Frederik van Eedens Van de koele meren des doods
- 1965: Hugo Claus, voor zijn gehele toneeloeuvre
- 1967: Gerrit Kouwenaar, voor zijn gehele oeuvre
- 1968: Ben Sijes, voor De Arbeidsinzet
- 1969: Pierre H. Dubois, voor Marcellus Emants
- 1970: Gerben Hellinga, voor zijn toneelbewerking van Theo Thijssens Kees de jongen
- 1972: Kees Winkler, voor zijn poëzieoeuvre
- 1973: Maurits Mulder, voor Het spel om de macht
- 1974: Gerrit Borgers, voor Paul van Ostaijen. Een documentatie
- 1975: Gerard Lemmens, voor zijn toneeloeuvre
- 1977: Hans Andreus, voor zijn gehele oeuvre
- 1980: H.H. ter Balkt, voor Waar de burchten stonden en de snoek zwom
- 1982: Walter van den Broeck, voor Brief aan Boudewijn
- 1984: Theun de Vries, voor Ketters. Veertien eeuwen ketterij, volksbeweging en kettergericht
- 1987: J.H. Donner, voor Na mijn dood geschreven
- 1990: Wim de Bie, voor Schoftentuig
- 1993: Lieve Joris, voor De melancholieke revolutie
- 1996: Inez van Dullemen, voor Het land van rood en zwart
- 1999: Geert Mak, voor Hoe God verdween uit Jorwerd
- 2002: Evelien Gans, voor De kleine verschillen die het leven uitmaken: een historische studie naar joodse sociaaldemocraten en socialistisch-zionisten in Nederland
- 2005: Bas Heijne voor Hollandse toestanden
- 2008: Johan de Boose voor De grensganger, reis langs de ruïnes van het IJzeren Gordijn
- 2011: Tom Lanoye voor Sprakeloos
- 2014: David Van Reybrouck voor Tegen de Verkiezingen
- 2017: Alfred Birney voor De tolk van Java
- 2020: Nicolien Mizee voor De kennismaking en De porseleinkast
- 2023: Annemarié van Niekerk voor  Om het hart terug te brengen. Een memoir. Liefde en geweld in Zuid-Afrika